# Apple Maps
Apple Mapy (anglicky: Apple Maps) je webová mapová služba poskytovaná společností Apple Inc. Apple Mapy se dají používat na zařízeních s operačním systémem iOS, macOS, iPadOS a watchOS. Apple Mapy byly uvedeny 11. června 2012 na Apple Worldwide Developers Conference (WWDC). V provozu jsou od 19. září 2012. Hlavním poskytovatelem mapových dat je společnost TomTom.

## Historie
V roce 2007 představil Apple ve svých zařízeních mapy, které byly v tu dobu zajišťovány společností Google. Tato spolupráce trvala až do roku 2009, kdy Google odmítl poskytnout Applu ve svých mapách funkce, které byly na zařízeních s operačním systémem Android již k dispozici. Současně také začal Google od uživatelů sbírat více informací, což obojí vedlo k tomu, že Apple začal vyvíjet vlastní aplikaci.
Apple mapy byly představeny 11. června 2012 na Apple Worldwide Developers Conference (WWDC) Scottem Forstallem. Do té doby Apple používal ve svých zařízeních Google mapy. Při jejich představení byly představeny funkce krok za krokem navigování, 3D mapy, Flyover a propojení map s virtuální asistentkou Siri. Dále pak možnost navigování při zamčené obrazovce iPhonu.
Mapy byly uvedeny do provozu 19. září 2012. Hlavním poskytovatelem dat byla společnost TomTom. Krátce po spuštění se Apple Mapy shledaly s velkým neúspěchem, protože obsahovaly zásadní chyby, jako chybně umístěná nebo úplně chybějící města, chybně umístěná letiště apod. Na podzim roku 2012 napsal Tim Cook na webové stránky Applu otevřený dopis, kde se omlouvá za nepříjemnosti, které Apple mapy způsobily a navrhuje nespokojeným uživatelům stažení jiných konkurenčních aplikací. V prosinci 2012 se na App Store objevila Google Mapy aplikace se stala nejstahovanější volně přístupnou aplikací. Tato verze Google Map již obsahovala všechny funkce, které předtím nebyly dostupné.
V červnu 2013 byly na Apple Worldwide Developers Conference (WWDC) představeny nové funkce v Apple Mapách a to: tmavý režim, zobrazení na celou obrazovku, dopravní informace v reálném čase, navigace pro chodce a funkce "Časté lokace". Byla také představena desktopová verze Apple Map na iOS. V září 2014 byla představena verze na WatchOS.
Na WWDC v červnu 2015 přibyla mezi funkce funkce ”Nearby", která ukazuje místa zájmu v blízkosti současné pozice a funkci "Veřejná doprava", která podává informace o veřejné dopravě v určitých větších městech.
V září 2016 byl vydán iOS 10. Aktualizace mobilního operačního systému byla doprovázena novým designem Apple Map. Navíc byla aplikace otevřena vývojářům a získala několik funkcí: navrhuje místa, kam jít, na základě dřívějšího používání aplikace, pamatuje si místo, kde uživatel zaparkoval své vozidlo, umožňuje uživateli filtrovat návrhy vyhledávání a zlepšila se navigace krok za krokem. Navigace se automaticky přiblíží a oddálí, zobrazí před sebou provoz a umožňuje uživatelům vyhledávat na trase zajímavá místa.

## Funkce

Funkce Look Around - ulice v New Jersey

### Navigace
Apple mapy poskytují navigování do zvolené destinace pomocí mluvených pokynů krok za krokem. Navigování je možné buď pro chůzi, jízdu autem, nebo jízdu veřejnou dopravou. V rámci navigování Apple mapy ukazují trasu, pokyny, čas příjezdu, dobu trvání do příjezdu a počet zbývajících kilometrů. Je možné také sdílet předpokládaný čas příjezdu. V rámci navigování při řízení auta poskytují mapy navíc navádění do jízdního pruhu a čerpací stanice, které se nachází na trase. 

### Flyover a 3D mapy
Funkce Flyover umožňuje vidět určitá místa z ptačí perspektivy. Trojrozměrné pohledy zprostředkované funkcí Flyover jsou fotorealistické a je možné měnit perspektivu pohledu. Ve větších městech je možnost jejich zobrazení ve 3D. V některých z těchto měst je možné i spustit jejich virtuální prohlídku v rámci které se zobrazí významná místa daného města. 
Seznam měst ve kterých je funkce Flyover dostupná.

### Mapy nákupních center a letišť
Mapy nákupních center a letišť poskytují plánky vnitřních prostor nákupních center nebo letišť včetně navigování v těchto prostorech. 
Seznam nákupních center a letišť, kde je tato služba dostupná.

### Veřejná doprava
Tato funkce zobrazuje sítě veřejné dopravy na mapě v určitých městech a jejich okolí. Na mapě se zobrazuje síť autobusů, metra, vlaků nebo trajektů, včetně umístění stanic a umístění vstupů a výstupů z metra a nádraží. Kromě zobrazování těchto sítí jsou v Apple mapách i jízdní řády, reálný čas a pozice veřejné dopravy a systém spojů.
Seznam míst, kde je veřejná doprava v rámci Apple Maps k dispozici.

### Look Around
Funkce Look Around poskytuje interaktivní panoramata, která jsou nasnímána autem přímo v ulicích. Tato funkce je zatím dostupná jen v sedmi městech Spojených států. Konkrétně Houston, Las Vegas, Los Angeles, New York City, Oahu, San Francisco a Santa Cruz.

### Apple Maps Connect
Služba Apple Maps Connect umožňuje majitelům malých podniků žádat o zápis do obchodního rejstříku a upravovat obchodní informace, například polohu a otevírací dobu. Uživatel může prohledávat databázi Apple, aby buď našel svůj výpis, nebo přidal chybějící seznam do databáze Apple.

### Nearbay
V nabídce vyhledávání zobrazuje ikony různých kategorií, jako jsou „jídlo“ a „doprava“. Po kliknutí na každou ikonu se zobrazí nejbližší zajímavá místa v této kategorii s jejich jmény, vzdálenostmi a recenzemi. Kromě toho se na mapě těchto míst objeví v jejich lokací špendlíky.

## Současnost
V současné době jsou v Apple Mapách dostupné všechny výše uvedené funkce. Hlavním poskytovatelem dat je společnost TomTom, mezi další společnosti poskytující data patří 2GIS, Acxion, AND, Booking.com, Forsquare, Gatchee, Hexagon, NASA, Waze, Yelp, OpenStreetMaps a další. Kompletní seznam je k dispozici zde Archivováno 16. 5. 2020 na Wayback Machine..

## Bezpečnost
Personalizované funkce jsou vytvářeny pomocí dat v zařízení. Data, která jsou odesílána ze zařízení do služby Apple Mapy, jsou spojena s náhodnými identifikátory, takže Apple nemá profil pohybů a vyhledávání jednotlivých uživatelů. Funkce u kterých je to možné používají pouze data na konkrétním zařízení, čímž se minimalizuje množství dat zaslaných na servery Applu. 
Mapy udržují synchronizaci osobních údajů na všech zařízeních jednoho uživatele pomocí šifrování typu end-to-end. Místa a sbírky jsou šifrovány end-to-end, takže je Apple nemůže přečíst.
Mapy nemají přihlášení. Data, která Apple Mapy shromažďují, konkrétně vyhledávání, navigované trasy a informace o dopravě jsou spojena s náhodnými identifikátory ne s konkrétní osobou.